# Контрольно-пропускний пункт

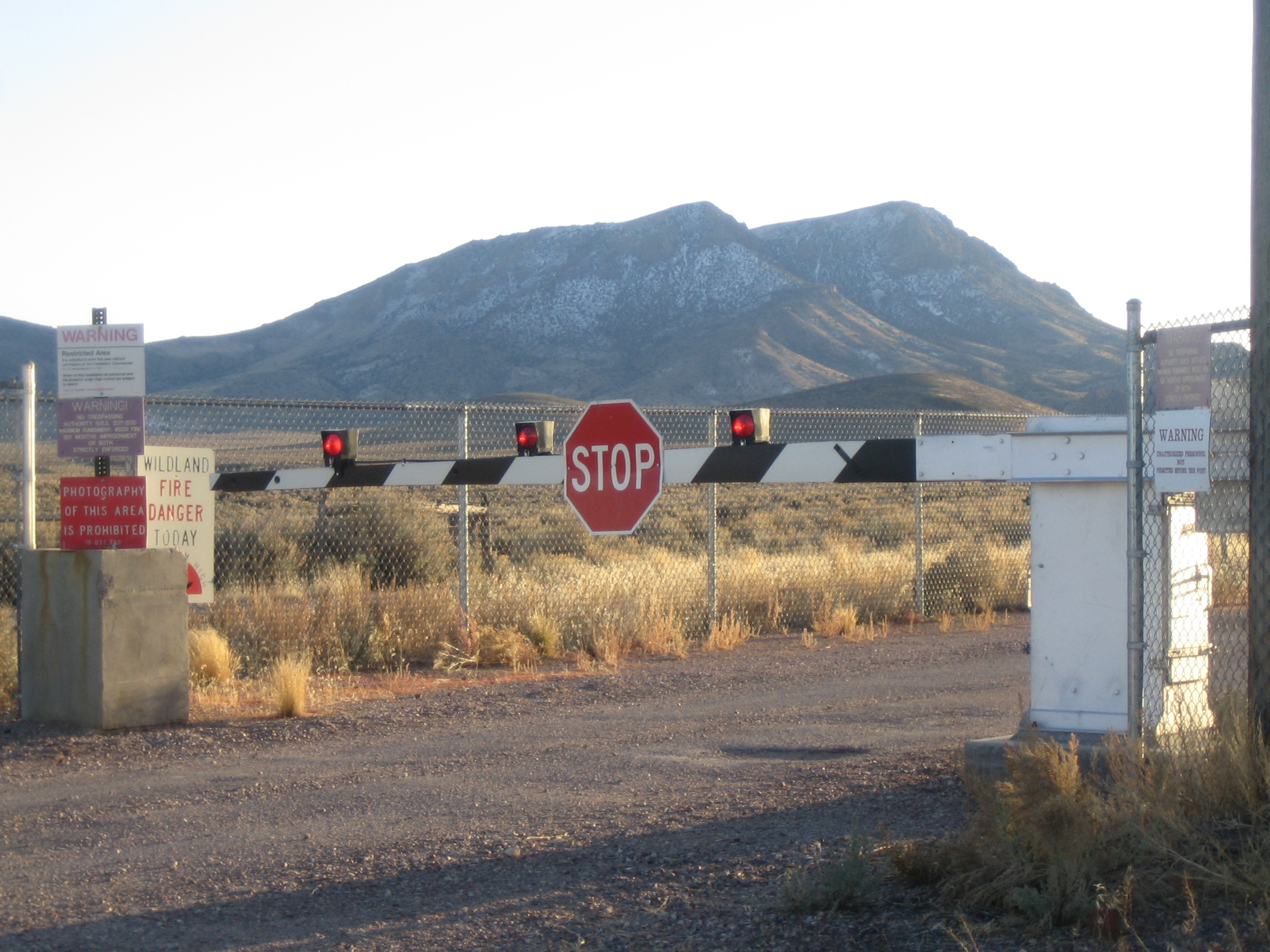
КПП Зони — 51.

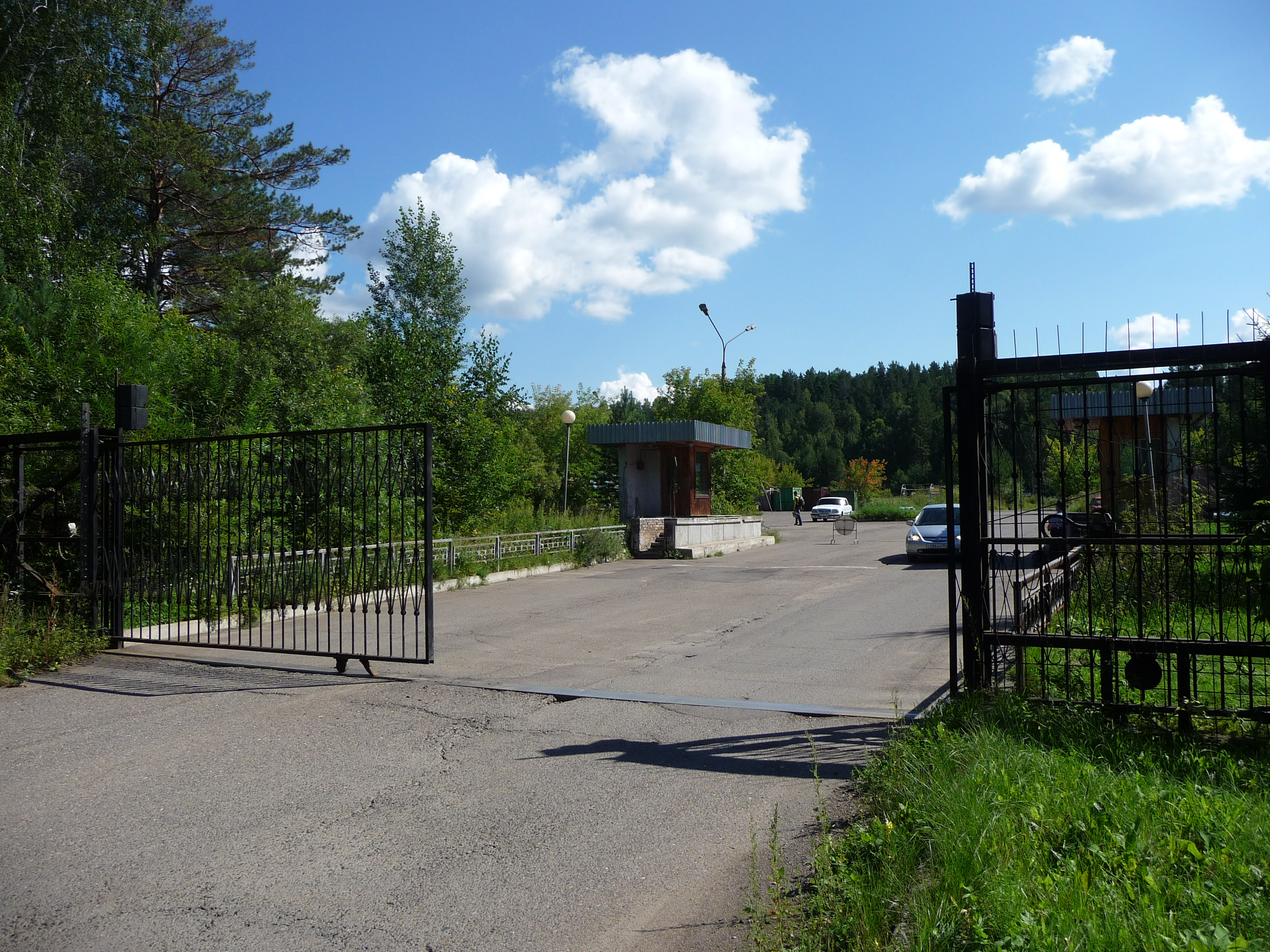
КПП «закритого міста» Железногорськ в Росії

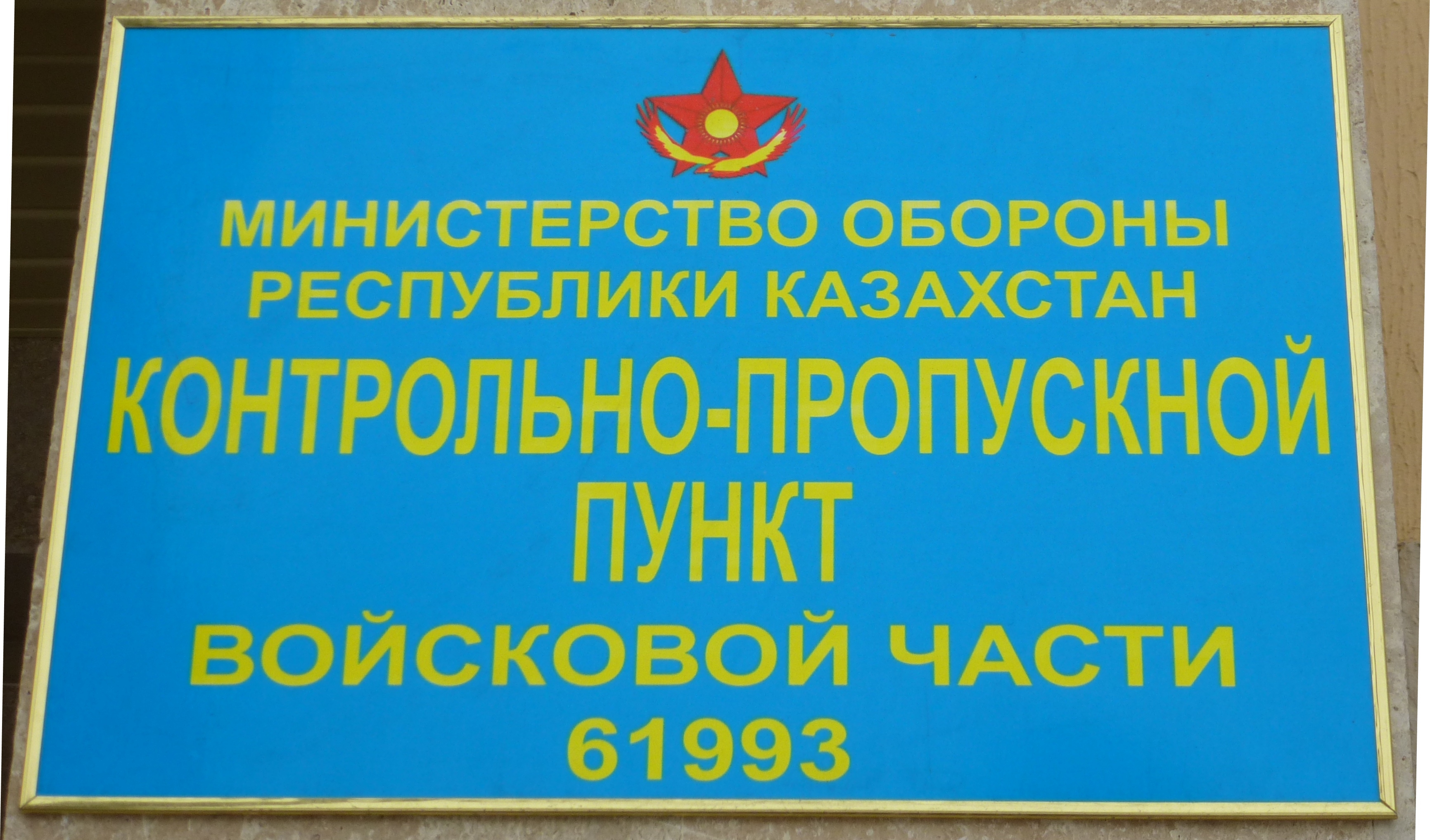
Табличка на контрольно-пропускному пункті із зазначенням номера військової частини Міністерства оборони Республіки Казахстан,
в/ч 61993 — 38-а окрема десантно-штурмова бригада.

Контро́льно-пропускни́й пункт (КПП) — пункт, призначений для контролю за проходом (відвідуванням) і пропуском на територію будь-яких об'єктів, що охороняються (у військові частини, установи, держави, в закриті зони).
Зазвичай, щоб потрапити на територію і пройти КПП, потрібно пред'явити перепустку або дозвіл і документ, що засвідчує особу. КПП ретельно охороняють військові сили, служби правопорядку, приватні охоронні підприємства. У разі нападу на КПП на військовому об'єкті черговий має повне право відкрити вогонь на ураження.
Крім того, (окремий) контрольно-пропускний пункт — бойовий підрозділ прикордонних військ, який виконує завдання з охорони державного кордону в пункті пропуску шляхом здійснення прикордонного контролю. У цьому випадку пропуском служить віза.

## Типи
- Тимчасовий (для відряджених співробітників)
- Постійний (для співробітників)
- Разові (для відвідувачів)
- Матеріальні (для транспорту)